# MTV Brasil
MTV Brasil fue un canal de televisión abierto brasileño, filial local de la cadena de televisión musical estadounidense MTV (Music Television), perteneciente y operada por Abril Radiodifusão, filial del Grupo Abril. Inició sus transmisiones el 20 de octubre de 1990, como parte de un joint venture entre Viacom y el Grupo Abril. Fue la tercera señal de MTV en el mundo y la primera en televisión abierta. Era independiente de la versión latinoamericana. 
La sede de la emisora se ubicaba en São Paulo, en Avenida Professor Alfonso Bovero, 52, en el barrio Sumaré, donde anteriormente estaban los estudios de Rede Tupi. En algunos estados sólo existía señal por antena parabólica o señal de televisión paga.
A principios de la década de 2010, fue considerada la cadena juvenil más grande y la séptima cadena de televisión más grande de Brasil, y es considerada por el diario Meio & Mensagem como la quinta cadena de televisión más admirada del país. También fue considerado como el primer canal de televisión del país dirigida a los jóvenes, y la primera cadena de televisión en Brasil en transmitir su programación las 24 horas del día.
En junio de 2013, Grupo Abril inició el proceso de devolución de la marca MTV a Viacom debido a la importante crisis financiera que enfrentaban tanto el grupo como la emisora. El canal finalizó sus transmisiones el 30 de septiembre de 2013. Viacom, a su vez, relanzó MTV en televisión de pago un día después. La red anteriormente ocupada por la emisora de señal abierta, propiedad de Abril Radiodifusão, pasó a retransmitir la programación de la entonces Ideal TV.

## Historia
MTV nació en Estados Unidos el 20 de agosto de 1981 siendo fundada por la Warner-Amex Satellite Entertainment. Ya de propiedad de Viacom en 1985, el canal revolucionó la industria de la música en todo el mundo con la popularización del video musical, y las personas que participan en la emisión, conocidas como video jockeys. En Brasil, el canal se había asociado con Rede Bandeirantes para la emisión de determinados eventos.
Los videos musicales fueron primeramente ofrecidos por el programa Fantástico de Rede Globo, y hasta entonces, este magacín de noticias fue el único programa de televisión que produjo y transmitió este tipo de producción hasta principios de los años 1980, cuando los productores independientes de videos musicales querían escapar de los estándares impuestos por la cadena. Al mismo tiempo, MTV apareció en el mercado norteamericano. A lo largo de la década se crearon otros programas dedicados a los videos musicales, como Clip Trip, en TV Gazeta, Som Pop, en TV Cultura, FMTV y Manchete Clip Show de la extinta Rede Manchete y el Clip Clip, transmitido por Rede Globo.

### Nacimiento
MTV surgió en Brasil después de una asociación entre Viacom con el grupo Abril, surgida en 1989. Sin embargo, no fue hasta el año siguiente que las negociaciones fueron confirmadas. Sin embargo, a diferencia del esquema en su país de origen, el canal brasileño sería transmitido en TV abierta. En total, el grupo gastó 16 millones de dólares en inversión en equipos sofisticados y con un poder diez veces de mayo deor que los utilizados por la de mayo deor cadena brasileña en términos de ingresos y audiencia, Globo. Abril prometió, en ese momento, una "revolución" en la televisión brasileña.
El canal debutó, luego de algunos retrasos, el 20 de octubre de 1990, como la tercera señal de MTV, después de la original estadounidense y MTV Europa, y la primera en ser lanzada en televisión abierta. Se emitía sólo a la región metropolitana de São Paulo, a través del canal UHF A32 y a la región metropolitana de Río de Janeiro, a través del canal VHF A9 (afiliada TV Corcovado). El primer videoclip fue Garota de Ipanema de Marina Lima.
En 1996, Viacom adquirió el 50% de la red, que hasta entonces era una filial de propiedad total de Abril. En 2005, debido a los requisitos regulatorios de que las empresas no brasileñas solo pueden poseer hasta el 30% de una red terrestre, Abril adquirió el 20% de MTV Brasil a Viacom.
El 2 de diciembre de 2007, después del inicio oficial de las transmisiones comerciales de alta definición en Brasil, MTV lanzó MTV HD, una transmisión simultánea del principal servicio de MTV, con series originales de alta definición y conciertos de $ 2 Bill de MTV2. MTV HD estuvo disponible por aire en São Paulo. En enero de 2008, MTV cambió su frecuencia de transmisión en Río de Janeiro del canal 24 a 48 en UHF. El 1 de septiembre de 2008 comienza a transmitir en el satélite Star One C2 (cobertura de 70 ° W en América del Sur) mediante el sistema analógico PAL-M, frecuencia aérea gratuita 4010H, después de haber sido encriptada desde 1993. Esto se ve como una respuesta a NET Brasil (una subsidiaria de propiedad total de Organizações Globo que distribuye canales a NET Serviços -y sus afiliadas- y SKY Brasil), sacando a MTV de sus sistemas, después de no estar de acuerdo con MTV, que condicionó su transporte por cable y satélite al transporte de los canales propiedad de Abril (Fiz e Ideal), los cuales, por baja audiencia (especialmente porque nunca fueron transmitidos por Net o Sky), fueron cerrados en julio de 2009. MTV permanece disponible en NET cable en mercados donde es una estación imprescindible, por ser una estación de transmisión de potencia completa que cubre ese mercado.
Algunos programas distribuidos por la MTV de Estados Unidos fueron reeditados y vendidos a la MTV brasileña, incluido Saturday Night Live. MTV Brasil fue uno de los pocos canales de MTV en todo el mundo que no transmitió Laguna Beach ni ninguno de sus derivados, estos fueron emitidos por su competidor Multishow.

### Crisis y regreso de la marca
MTV Brasil venía atravesando problemas financieros desde finales de 2009, cuando comenzó a perder ingresos. Al mismo tiempo, en diciembre de 2009, Grupo Abril adquirió el 30% perteneciente a Viacom, obteniendo el control del 100% del canal, con todos los derechos de la marca en el país.
Pasar de una empresa conjunta minoritaria a un acuerdo de licencia está en línea con nuestra estrategia de crecimiento internacional que permite maximizar nuestras marcas en mercados clave como Brasil, por ejemplo. Con este acuerdo, MTV Brasil tendrá la capacidad de potenciar su distribución en otras plataformas, entregando a sus clientes y consumidores la mejor conexión posible con la marca MTV. Dijo el director general de MTV Networks Latinoamérica. Viacom ha anunciado que, a partir de ahora, sólo invertirá en filiales de los canales VH1 y Nickelodeon.
A partir de 2010, sin embargo, el canal comenzó a enfrentar serios problemas financieros, que se agravaron en 2011. 
A principios de 2012, los rumores sobre el cierre del canal comenzaron a circular en la prensa brasileña. Keila Jiménez, del periódico Folha de S.Paulo, publicó en su columna del 16 de agosto de 2012 que el Grupo Abril había iniciado negociaciones para vender el canal y devolver la marca MTV a Viacom. Ese mismo día, en una nota, el grupo negó que existieran negociaciones para la venta de la emisora.Tras la publicación de esta noticia, los programas Furo MTV y Trolalá reaccionaron con bromas sobre la venta. En Trolalá, el comediante Paulinho Serra realizó una llamada de broma a la recepción de la propia MTV, haciéndose pasar por representante de Eike Batista, quien estaba interesado en comprar el canal.
El 15 de mayo del 2013, la periodista Keila Jiménez publicó un artículo en su blog "Outro Canal" que el Grupo Abril no iba a seguir gestionando el canal hasta finales de ese año, por el riesgo de quiebra. El 12 de junio, Kelia publicó que Abril Group iba a devolver la marca MTV a Viacom y lanzaría un nuevo canal en su lugar. Esto fue confirmado más tarde por otra periodista, Patrícia Kogut. Un día después, MTV Brasil canceló tres programas de televisión: MTV Access, MTV Sem Shame y A Hora do Chay y sus VJ fueron despedidos. Una semana después, Zico Góes, jefe de programación del canal, confirmó que la marca MTV fue devuelta a Viacom y MTV Brasil iba a continuar con nuevos programas de televisión hasta finales de septiembre. El 29 de julio, Viacom International Media Networks anunció que relanzaría MTV el 1 de octubre en la televisión de pago. Al anunciar el inicio de sus operaciones, Viacom reveló su intención de llegar al 75% de los suscriptores de TV paga, lo que representaría un alcance mayor que la cobertura del Grupo Abril. También anunció que planea producir más de 350 horas de contenido nacional para diciembre de 2014, con versiones brasileñas de programas como MTV World Stage, Guy Code y Pranked, además de programas diarios, series, deportes extremos y realidades. 
Con el regreso de la marca a Viacom, MTV Brasil dejó de ser operada por el Grupo Abril el 30 de septiembre, fecha en la que se emitió un especial de despedida del canal de TV abierta. A partir de octubre, el canal abandonó el nombre "Brasil", pasando a ser simplemente MTV.
En septiembre de 2013, Abril acordó vender todo el archivo (casi 33 mil cintas de video VHS) a Viacom. El último programa de TV en vivo de MTV Brasil se llevó a cabo el 26 de septiembre, con los VJs y empleados del canal haciendo una fiesta alrededor del antiguo edificio de MTV en Perdizes. Se llevó a cabo desde las 6 p. m. hasta la medianoche (BRT).
El último programa de televisión emitido fue O Último Programa do Mundo ("El último programa del mundo"). Cuca Lazarotto, quien presentó el primer video musical transmitido por MTV Brasil, también presentó el último video musical, "Maracatu Atómico" de Chico Science & Nação Zumbi. Astrid Fontenelle apareció para dar el último mensaje transmitido por MTV Brasil (que fue grabado la tercera semana de septiembre) y cerrar la transmisión de MTV Brasil. Fontenelle era conocido por ser el primer VJ del programa de televisión más famoso de MTV Brasil, Disk MTV.
Tras entregar la marca a Viacom, Abril pretendía desprenderse de su red de transmisión y de la cesión de la señal UHF que utilizaba para transmitir su canal, ya que no tenía intención de lanzar un nuevo canal ni de continuar en el negocio de la televisión. El grupo pretendía seguir emitiendo repeticiones, pero otras producciones para asegurar la concesión del canal mientras se negociaba la venta de su infraestructura. También se estaba negociando su colección totalmente digitalizada de imágenes y programas y se esperaba que fuera transferida a Viacom. El nombre dejó de usarse cuando la marca pasó a manos de Viacom y el canal pasó a llamarse Ideal TV, una de las propiedades de Abril. Ya se informó que Abril no tiene interés en mantener el canal. Una de las razones fue la caída de audiencia y de internet, trayendo pérdidas al grupo. MTV se relanzó en TV paga como MTV al día siguiente. El Grupo Abril, que acordó devolver la marca como parte de un proceso de reestructuración de sus operaciones, mantuvo su red de radio y la transferencia de la señal UHF que utilizaba para transmitir MTV. 

### Venta de canal
El 18 de diciembre de 2013, en comunicado oficial, Fábio Colletti Barbosa, presidente del Grupo Abril, anunció la venta de las concesiones de Abril al Grupo Spring de Comunicação, que publica la edición brasileña de Rolling Stone. Este grupo pertenece a José Roberto Maluf, exvicepresidente de SBT y Banda, y actual presidente de TV Cultura. Los valores de la transacción no fueron revelados, pero se especula que ronda los R$ 200 millones y Abril supuestamente también rechazó un monto superior al del religioso R. R. Soares, Faze. Todo esto aún debe ser aprobado por el Ministerio de Comunicaciones y Cade. A pesar de no haber vendido la estación a Soares, Abril terminó vendiendo espacio en la estación a la iglesia del líder religioso Valdemiro Santiago, debido al retraso en aprobar el proceso de venta a Spring.
Los activos de la emisora fueron adquiridos por Ideal TV y luego vender su concesión en 2015 En Grupo Spring, que fundaría Loading en 2020, pero anuló la venta de la concesión en 2020 y luego revocó en 2021, lo que culminó con la devolución.

## Programas
Era conocida por su línea del programas humorísticos. Su horario de "programa de televisión" como tales, empezaba a las 6 p. m.. Existía el programa 'Acesso MTV', transmitido en vivo para todo Brasil.
Más allá de exhibir programas de MTV Europa y MTV América, producía sus propios programas de gran éxito, como los humorísticos: Comédia Ao Vivo, Furo MTV, PC Na TV, Furo MTV y Fudêncio e seus amigos.
Todos los años desde 1995 hasta 2008, MTV Brasil hacía una copa llamada "Rockgol" (similar al Rocangol de MTV Latinoamérica), en que los jugadores de fútbol son músicos brasileños. MTV Brasil contaba con varios programas dedicados a la forma de vida y vídeos musicales como "Top 10 MTV", "MTV1 Presents", "Luv MTV", "MTV Sem vergonha", "Perua MTV", entre otros.
- Disk MTV
- Top 10 MTV - Clasificación de los videos musicales.
- Acesso MTV - Noticias y videoclips de música.
- Furo MTV - Noticiero humorístico.
- Perua MTV - Jana Rosa y su conductor Lino fiel, resolverán preguntas sobre moda, belleza y comportamiento.
- MTV Sem Vergonha - Titi y Didi están a cargo del talk show caliente en MTV Brasil, siempre con un invitado para una charla relajada.
- MTV1 Apresenta - MTV y MTV1 elijirán las listas de varios tipos de clips que se encargan de la programación durante todo el sábado.
- MTV Games - PC Siqueira y Diego revisarán las noticias más importantes en el mundo de los videojuegos!* IT MTV - El modelo Carol Ribeiro
- PC na TV - Sencillo y divertido, PC Siqueira comenta las noticias del universo curioso e inusual, siempre con gran sentido del humor.
- Infortúnio com a Fúnerea - Talk Show con uno de los personajes de la dibujo animado Fudêncio y sus amigos.
- Show MTV - Muestra el programa MTV World Stage.
- Especiais MTV - La selección de documentales y vídeos musicales especiales.
- MTV Video Music Brasil - Versión brasileña de MTV Video Music Awards, producida a partir de 1995.

## MTV Video Music Brasil
El MTV Video Music Brasil "VMB" fue un premio celebrado por MTV Brasil, cuya primera edición se produjo en 1995 con el fin de premiar a los mejores vídeos musicales nacionales e internacionales, tras votar el público y un jurado de expertos para las categorías técnicas.
En sus primeras ediciones, era conocido como MTV Video Music Awards Brasil, en referencia a los MTV Video Music Awards (VMAs), organizado por la MTV estadounidense. A partir de 2007, se reformularon sus categorías con el fin de honrar a los artistas y su música, mientras se mantiene la categoría de "Clip del Año" para representar a la intención original del premio. La votación realizada por el jurado de expertos volvió en la 16.ª edición del premio, y el público puede votar en sólo cuatro categorías.
El programa se transmitió anualmente hasta 2012. En 2013, el evento no se realizó debido al regreso de la marca MTV a Viacom. La nueva MTV que estaba evaluando la viabilidad de realizar el evento decidió no realizar el premio en 2014 porque priorizó producciones como EMA, VMA y el World Stage (que también fueron emitidos por MTV Brasil). Posteriormente nacerían otros premios de MTV locales, el MTV Millennial Awards Brasil.

## VJs
En la concepción original, MTV estaba destinado a mostrar videos musicales y dirigirse a un público joven de 12 a 35 años. Cuatro meses antes de su debut, MTV abrió un concurso para sus presentadores, quienes serían conocidos como video jockeys o simplemente VJs. Eran hombres y mujeres jóvenes que tendrían el rol de ser los "anfitriones" de los programas.
En el momento del cierre de MTV Brasil, sus VJs contractados eran:
- Bento Ribeiro (desde 2009)
- Bruno Sutter (1999-2009, con el grupo Hermes e Renato; desde 2012)
- Carol Ribeiro (desde 2008)
- Chuck Hipolitho (desde 2011)
- Deco Neves (desde 2010)
- Didi Effe (desde 2009)
- Gaía Passarelli (desde 2011)
- Jana Rosa (desde 2010)
- Lucas Stegmann (desde 2010)
- Luiz Thunderbird (1990-1994, 1996, 2000-2003, desde 2011)
- Paulinho Serra (desde 2010)
- PC Siqueira (desde 2011)
- Titi Muller (desde 2008)